# رودخانه ساسکاچوان
رود ساسکاچوان یکی از رودهای اصلی کانادا به طول تقریبی ۵۵۰ کیلومتر است. این رود از کوههای راکی در آلبرتا سرچشمه گرفته و به دریاچه وینیپگ می‌ریزد. دو شاخه اصلی این رود، رود ساسکاچوان شمالی و رود ساسکاچوان جنوبی می‌باشند.

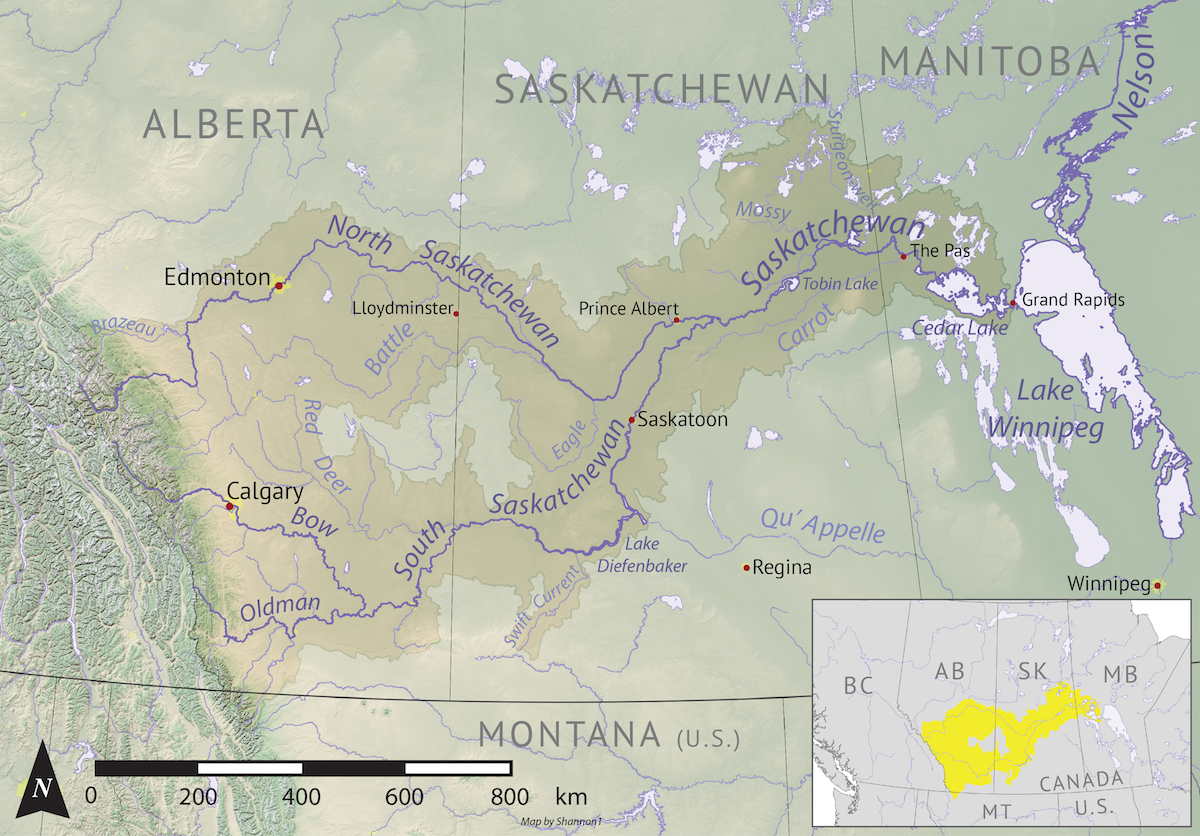
حوضه آبریز رود ساسکاچوان